# Opposizione Unificata
La locuzione Opposizione unificata si riferisce alla linea di opposizione costituita contro i tentativi di conquista della leadership da parte di Iosif Stalin tra il 1926 e il 1929, anno del consolidamento definitivo del potere. Si formò nel luglio del 1926 dall'alleanza tra Kamenev, Zinov'ev e Trockij (dopo l'iniziale opposizione dei primi due a quest'ultimo) i quali, con una dichiarazione presentata al Plenum del Comitato Centrale, condannavano la politica economica della NEP (voluta da Lenin e poi sostenuta da Stalin) e l'assenza di libero dibattito nel partito. Essa raccolse scarsi consensi in un partito ormai largamente filo-staliniano e piegato alla fedeltà al leader emergente che aveva fatto propria l'eredità di Lenin, agitando la minaccia che il frazionismo e il deviazionismo costituivano per la permanenza e il completamento della rivoluzione nel Paese.
Quello stesso 1926 Trockij e Kamenev furono espulsi dal Politburo e Zinove'v rimosso dalla presidenza dell'Internazionale. La linea dei critici sarà sconfitta nel XV Congresso nel 1927 con l'espulsione di 75 oppositori. Nel 1929 anche Bucharin, staliniano della prima ora, dopo aver tentato un accordo con Kamenev e Zinov'ev ed essersi opposto all'abbandono della NEP, venne scoperto dall'OGPU e fatto espellere dal Politburo. Trockij verrà, di seguito, prima esiliato, avendo rifiutato di abiurare le sue posizioni, e poi cacciato dal Paese, mentre Kamenev e Zinov'ev, dopo l'esilio, faranno autocritica chiedendo di essere riammessi nel partito. 
Kamenev, Zinov'ev e Bucharin, periranno definitivamente durante le Grandi purghe, mentre Trockij verrà assassinato da Ramón Mercader in Messico nel 1940.